# Municipio de Highland (condado de Wapello)
El municipio de Highland (en inglés: Highland Township) es un municipio ubicado en el condado de Wapello en el estado estadounidense de Iowa. En el año 2010 tenía una población de 267 habitantes y una densidad poblacional de 2,9 personas por km².

## Geografía
El municipio de Highland se encuentra ubicado en las coordenadas 41°6′40″N 92°21′3″O / 41.11111, -92.35083. Según la Oficina del Censo de los Estados Unidos, el municipio tiene una superficie total de 92.02 km², de la cual 91,98 km² corresponden a tierra firme y (0,04 %) 0,03 km² es agua.

## Demografía
Según el censo de 2010, había 267 personas residiendo en el municipio de Highland. La densidad de población era de 2,9 hab./km². De los 267 habitantes, el municipio de Highland estaba compuesto por el 95,51 % blancos, el 0,37 % eran asiáticos, el 2,25 % eran de otras razas y el 1,87 % eran de una mezcla de razas. Del total de la población el 3 % eran hispanos o latinos de cualquier raza.